# Hedwig Schmitz
Hedwig Schmitz, geborene Hedwig Stephan (* 15. Juni 1887 in Jüterbog, Deutschland; † 18. Februar 1976 in Hamburg) war eine deutsche Schauspielerin bei Theater, Film und Fernsehen.

## Leben und Wirken
Die Tochter eines Schuhmachermeisters erhielt privaten Schauspielunterricht und startete anschließend eine Bühnenlaufbahn, die sie unter anderem nach Saarbrücken, Trier und Cottbus führte. Noch vor dem Zweiten Weltkrieg wirkte die mit dem Schauspieler Hans Schmitz verehelichte Hedwig Schmitz an Bühnen in Hamburg (Kammerspiele und Thalia-Theater), derjenigen Stadt, die vor allem nach 1945 ihre feste Heimat werden sollte. 
Nur während der deutschen Besatzung Frankreichs verließ sie die Hansestadt und trat mehrere Jahre lang am Deutschen Theater in Lille auf. Nach Kriegsende setzte Hedwig Schmitz ihre Theatertätigkeit am Thalia-Theater und an der Jungen Bühne Hamburgs fort. Seit 1948 kamen auch Angebote vom Film hinzu. 1953, mit dem Beginn des Fernsehzeitalters in der Bundesrepublik, war Hedwig Schmitz zugleich eine der ersten Künstlerinnen, die regelmäßig für dieses neue Medium arbeiteten.
Neben ihrer Tätigkeit auf der Bühne und vor der Kamera wirkte Hedwig Schmitz auch als Rundfunk- und Synchronsprecherin. Noch mit über 88 Jahren stand sie vor einer Filmkamera.
Hedwig Schmitz wurde auf dem Friedhof Ohlsdorf beigesetzt. Die Grabstätte bei Kapelle 11 ist aber mittlerweile aufgelassen.

## Filmografie
- 1948: Finale
- 1949: Schicksal aus zweiter Hand
- 1949: Gefährliche Gäste
- 1950: Die wunderschöne Galathee
- 1950: Des Lebens Überfluß
- 1950: Der Verlorene
- 1952: Der Kampf der Tertia
- 1953: Vergessene Gesichter
- 1953: Der Nächste, bitte
- 1954: Hin und her
- 1954: Vater braucht eine Frau
- 1954: Bergkristall
- 1956: Thérèse Raquin
- 1957: Ihr 106. Geburtstag
- 1957: Das Geheimnis
- 1958: Schwarze Seide
- 1958: Die begnadete Angst
- 1959: Affäre Dreyfus
- 1961: Der Bund der Haifische
- 1962: Der rote Hahn
- 1963: Stadtpark
- 1963–64: Hafenpolizei (zwei Folgen)
- 1966: Die rote Geldbörse
- 1967: Verbotenes Land
- 1969: Damenquartett
- 1969: Nachrichten aus der Provinz
- 1969: Ein Jahr ohne Sonntag
- 1970: Industrielandschaft mit Einzelhändlern
- 1972: Kleinstadtbahnhof (TV-Serie, eine Folge)
- 1976: Paule Pauländer